# Obaki
Obaki is een bestuurslaag in het regentschap Timor Tengah Selatan van de provincie Oost-Nusa Tenggara, Indonesië. Obaki telt 273 inwoners (volkstelling 2010).